# Thomas Henley
Pour les articles homonymes, voir Henley.
Thomas Henley est un tireur sportif français.

## Palmarès
Thomas Henley a remporté l'épreuve Miquelet original aux championnats du monde MLAIC 2000 à Adélaïde